# Storgården

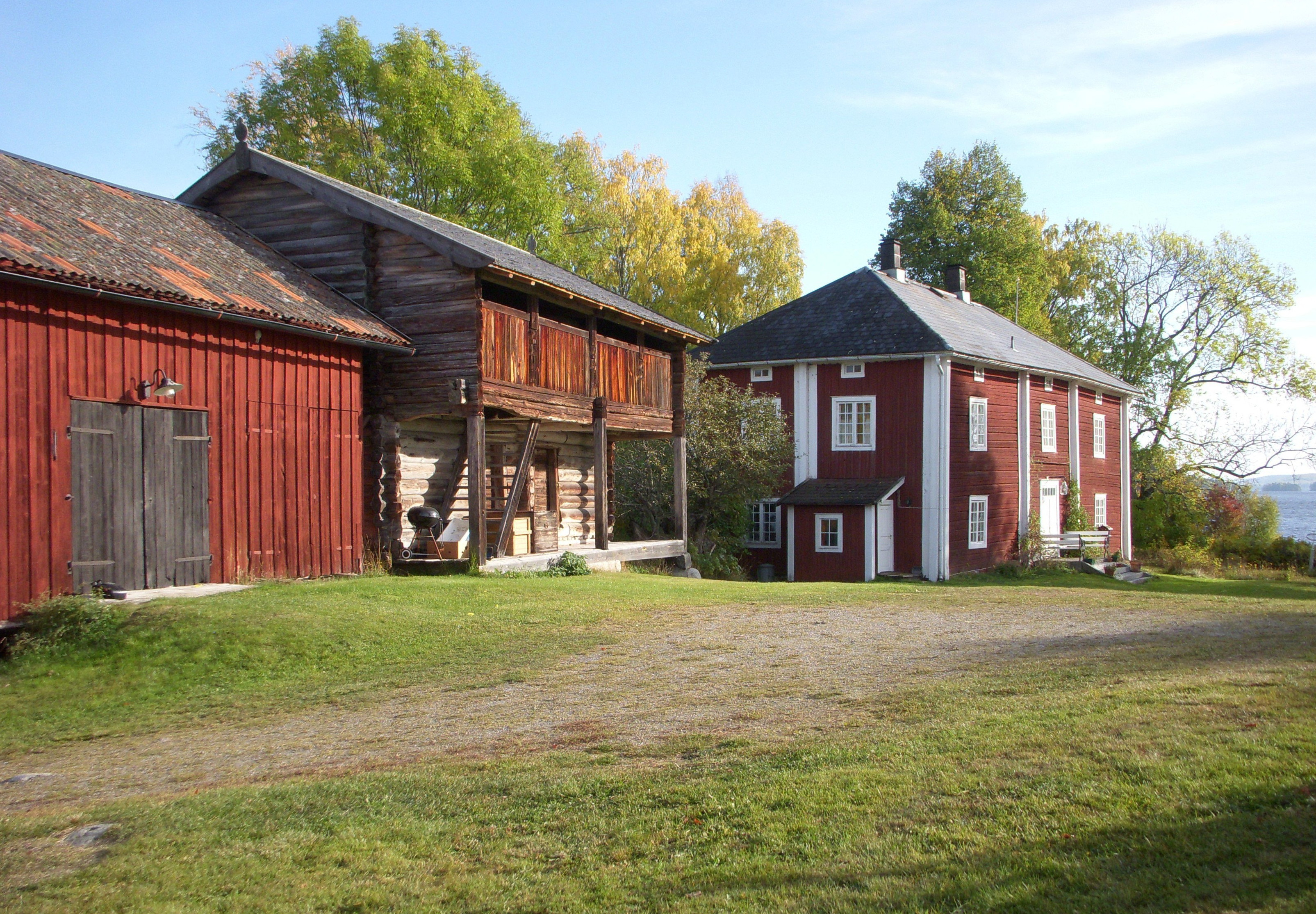
Forsslunds storgård i oktober 2013.

Storgården är en roman av författaren Karl-Erik Forsslund, utgiven år 1900. Gården som omnämns är Storgården i Brunnsvik, och boken är en skildring av Karl-Erik Forsslunds verkliga hem. Boken har paralleller med Carl Larssons Ett hem, och temat har också mycket gemensamt med strömningar hos Selma Lagerlöf och Ellen Key.
Storgården blev på sin tid mycket uppmärksammad, eftersom den gav starkt genklang i debatten kring ungdomens möjligheter till bostad och försörjning - en debatt som uppstått i spåren av emigrationen till Amerika. Den sålde i mycket stora upplagor och påverkade svensk bostadsdebatt i flera decennier. Bland annat genom att egnahemsrörelsen fick fart tack vare boken.
Boken tar också upp konflikten mellan stad och land, dvs urbaniseringen - även detta en mycket aktuell fråga vid tiden. Forsslund själv var mycket kritisk till urbanisering och stadsliv, som han ansåg bröt ner människan och hennes ande. Boken är till stora delar en appell för ett "sannare och riktigare liv på landsbygden". Boken har också paralleller till den engelska rörelsen Arts and Crafts och till den danska grundtvigianismen. Boken tar också upp teman kring möjligheter till försörjning, och propagerar för odling, självförsörjning och människans rätt till jord. Forsslund förde också ut sina idéer om bostad och jord genom ungdomsrörelsen, där Forsslund var starkt engagerad.
Karl-Erik Forsslund var socialdemokrat, men boken måste också ses i en nationalistisk kontext, där värnandet och byggandet av nationen var en aktiv handling, som skulle väljas framför emigration.
Boken sammanblandas ibland med barnboken Sörgården.